# اچ‌ام‌اس امولوس (۱۸۰۶)
اچ‌ام‌اس امولوس (۱۸۰۶) (به انگلیسی: HMS Emulous (1806)) یک کشتی بود. این کشتی در سال ۱۸۰۶ میلادی ساخته شد.